# Langflügel-Pilzmücken
Die Langflügel-Pilzmücken (Rangomaramidae) sind eine im Jahr 2002 beschriebene Familie in der Überfamilie der Sciaroidea. Sie kommen nur auf der Südhalbkugel und auf dem indischen Subkontinent vor.

## Merkmale
Die Langflügel-Pilzmücken sind kleine, braune bis gelblich-braune Mücken von 2 bis 6 Millimetern Länge.
Ihre Antennen sind 16-gliedrig. Die Facettenaugen nehmen einen relativ großen Teil des Kopfes ein. Die meisten Arten haben zusätzlich drei Punktaugen, diese können aber auch fehlen. Die beiden seitlichen Punktaugen sitzen nahe der Facettenaugen, berühren diese aber nicht direkt wie bei den ebenfalls zu den Pilzmücken zählenden Mycetophilidae. Die Palpen sind viergliedrig.
Die Langflügel-Pilzmücken unterscheiden sich von anderen Familien der Mücken innerhalb der Überfamilie der Pilzmücken durch zwei grundlegende Unterscheidungsmerkmale (Autapomorphien). Die Laterotergite sind mit dem Mediotergit verschmolzen und die Subcosta, ein Bestandteil des Flügelgeäders, ist zweiästig, wobei beide Äste in die Costalader einmünden. Das Flügelgeäder ist bei den Langflügel-Pilzmücken reduziert, so fehlt beispielsweise der Basalteil der Media und des vierten Radius-Astes. Wie bei den Gallmücken (Cecidomyiidae) sind die Sporne der Tibia reduziert.

## Verbreitung
Die Langflügel-Pilzmücken der Gattung Rangomarama sind in Neuseeland endemisch. Auch andere Gattungen der vier Unterfamilien der Langflügel-Pilzmücken wie Heterotricha, Ohakunea und Insulatricha sind nur dort zu finden. Die anderen Gattungen sind in Südamerika, Afrika und auf dem indischen Subkontinent bis Nepal beheimatet. Dies spricht für einen Ursprung auf dem ehemaligen Südkontinent Gondwana, der vor rund 150 Millionen Jahren auseinanderbrach. Die wenigen Arten dieser Familie, die sich von anderen Mücken stark unterscheiden, deuten auf ein Reliktvorkommen hin, das sich lange Zeit in einem geographisch begrenzten Raum entwickelt hat.

## Systematik

### Innere Systematik
Ursprünglich wurde die Familie für die einzige Gattung Rangomarama mit 5 Arten aufgestellt. Später wurden die schon 1927 beschriebenen neuseeländischen Arten Heterotricha novaezealandiae und Ohakunea bicolor, die zuvor keiner Familie zugeordnet werden konnten, in die Familie der Langflügel-Pilzmücken eingegliedert. Die Erstbeschreiber der beiden Arten, A. L. Tonnoir und F. W. Edwards, wurden im Artnamen zweier Rangomarama-Arten geehrt (Rangomarama tonnoiri und Rangomarama edwardsi). Wegen ihrer großen Abweichungen von Rangomarama wurden die Gattungen Heterotricha und Ohakunea jeweils in eine eigene Unterfamilie innerhalb der Familie der Langflügel-Pilzmücken gestellt. Gleichzeitig wurde die Unterfamilie Chiletrichinae errichtet, damit sind vier Unterfamilien bekannt:
- Unterfamilie Chiletrichinae
  - Gattung Chiletricha
  - Gattung Eratomyia
  - Gattung Insulatricha
  - Gattung Kenyatricha
  - Gattung Rhynchoheterotricha
- Unterfamilie Heterotrichinae
  - Gattung Heterotricha
- Unterfamilie Ohakuneinae
  - Gattung Cabamofa
  - Gattung Colonomyia
  - Gattung Ohakunea
  - Gattung Rogambara
- Unterfamilie Rangomaraminae
  - Gattung Rangomarama
    - Rangomarama edwardsi
    - Rangomarama humboldti
    - Rangomarama leopoldinae
    - Rangomarama matilei
    - Rangomarama tonnoiri

- Folgende Gattungen werden meist in die Unterfamilie Chiletrichinae eingeordnet, es besteht darüber jedoch noch keine endgültige Übereinstimmung:
  - Gattung Anisotricha
  - Gattung Nepaletricha
  - Gattung Madagotricha

### Äußere Systematik
Die Familie der Langflügel-Pilzmücken wurden in die Überfamilie Sciaroidea innerhalb der Teilordnung Bibionomorpha gestellt. Sie scheinen mit den Gallmücken (Cecidomyiidae) näher verwandt zu sein, mit denen zusammen sie die Schwestergruppe der Trauermücken (Sciaridae) bilden könnten. Eine eigene Überfamilie Cecidomyioidea für die Gallmücken, wie sie früher mehrfach vorgeschlagen worden ist, wäre damit ausgeschlossen.